# Marko Djurdjevic
Marko Djurdjevic est un dessinateur allemand d'origine serbe de comics américains né en 1979 à Coblence (Allemagne) spécialisé dans les illustrations de couvertures.
Il se fait connaître en mettant en ligne des illustrations sur le site conceptart.org. Ces travaux obtiennent un grand succès parmi les visiteurs du site, dont les responsables lui proposent d'intégrer Massive Black, leur entreprise récemment créé. Pendant deux ans et demi, Djurdjevic travaille comme designer graphique chez Massive Black, qui offre des services de conception graphique à de grandes entreprises de jeu vidéo telles que Sony ou Electronic Arts.
Plus tard, ses travaux en ligne mettant en scène les X-Men attirent l'attention de responsables de Marvel Comics, qui lui proposent de réaliser des couvertures pour X-Men: First Class. C'est le début d'une nouvelle carrière pour Djurdjevic, qui illustre par la suite de nombreuses couvertures pour des séries de Marvel telles que Daredevil, Blade, Spider-Man, Thunderbolts et la mini-série Mystic Arcana.
De plus, il a réalisé des couvertures et l'intérieur des livres de la gamme du jeu de rôles allemand Degenesis. 
Son épouse, Jelena Djurdjevic, réalise également des couvertures ; elle a aussi dessiné Iron Fist Annual #1.